# Marché immobilier québécois
 (décembre 2013).
 (décembre 2013).
Cet article traite de différents aspects du marché immobilier au Québec.
Le marché immobilier au Québec a connu une transformation significative au cours des dernières décennies, notamment avec l'avènement d'Internet et des technologies numériques. Comparée aux annonces papier, souvent concises, onéreuses et limitées en illustrations, l'annonce immobilière en ligne permet de présenter des descriptions plus détaillées et illustrées, mises à jour en temps réel. Cette accessibilité et cette visibilité accrues ont entraîné une mutation du marché immobilier au Québec, comme ailleurs dans le monde. Par ailleurs, les prix des habitations ont connu une augmentation notable ces dernières années, notamment à Montréal, où 98 % des logements sont actuellement occupés,.

## Marché immobilier québécois
Le marché de la revente immobilière du Québec présente des caractéristiques distinctes par rapport au reste du Canada et des États-Unis. Contrairement à ces derniers où les propriétaires utilisent traditionnellement un courtier pour vendre leur propriété, en 2013 au Québec, près de 50 % des propriétaires initiaient la vente de leur propriété directement sans intermédiaire ou sans courtier immobilier (terminologie développée au Québec : À Vendre Par le Propriétaire ou AVPP),,.
C'est une tendance qui s'est observée depuis plus d'une décennie. Ce phénomène se rapproche de celui de la France ou près de 75 % des propriétaires débutent une vente sans intermédiaire,.
Les Québécois sont moins nombreux à être propriétaires de leur demeure que la moyenne au niveau canadien. Depuis 2006, seulement 61 % des québécois sont propriétaires et 39 % locataires comparativement à 69 % pour la moyenne canadienne,.

### L'effet de l'Internet
L'intégration des technologies numériques a joué un rôle central dans l'évolution du marché immobilier au Québec. La première révolution du marché immobilier est arrivée au Québec avec le Site Web immobilier (à vendre sans commission) DuProprio à la fin des années 1990. Elle s'est ensuite poursuivi avec l'apparition du site immobilier gratuit Publimaison.ca en 2011. En 2013, ces deux sites Web immobiliers dominaient largement la publication d'annonces immobilières d'AVPP ainsi que par le développement d'outils exclusifs à l'immobilier Web. Les AVPP au Québec sont aussi populaires et répandus sur les sites de petites annonces classées : Kijiji, LesPAC et kangalou.

### Une mutation du marché liée à internet
Le secteur traditionnel de l'immobilier a changé avec le Web: il est maintenant établi que 95 % des acheteurs recherchent et achètent presque exclusivement sur internet. L'apparition de sites web immobiliers permet ainsi aux propriétaires d'accéder à une visibilité Web facilitant de vendre directement sans l'intermédiaire d'un courtier. Le Web prend dorénavant la place des médias imprimés de type journaux ou revues qui dominaient largement ce marché immobilier, il y a quelques années seulement.

### Des agences immobilières toujours présentes
Malgré l'augmentation de ventes effectuées directement par le propriétaires, les différentes agences immobilières demeurent tout de même très présentes même si elles se divisent un marché en décroissance. En 2013, la bannière Remax du Québec domine largement avec près de 35 % du marché des propriétés à vendre par un courtier. Sutton, Via Capitale, Royal Lepage, Century 21et d'autres bannières se partagent le reste du marché. Chacune de ces agences possède son propre site Web. Elles se partagent également un site d'indexation de type MLS (Multiple Listing System) sous le nom de domaine Centris.ca.

### Un élément commun et central: le notaire
Au Québec, que le propriétaire vende par lui-même ou avec l'intermédiaire d'un courtier, la transaction se finalise toujours avec un notaire. C'est le notaire qui possède le mandat exécutoire de toutes les transactions immobilières au Québec. Le notaire est une ressource importante pour ne pas dire incontournable pour tout propriétaire désirant vendre un bien immobilier.